# Antiphatès (Lestrygon)
Pour les articles homonymes, voir Antiphatès.

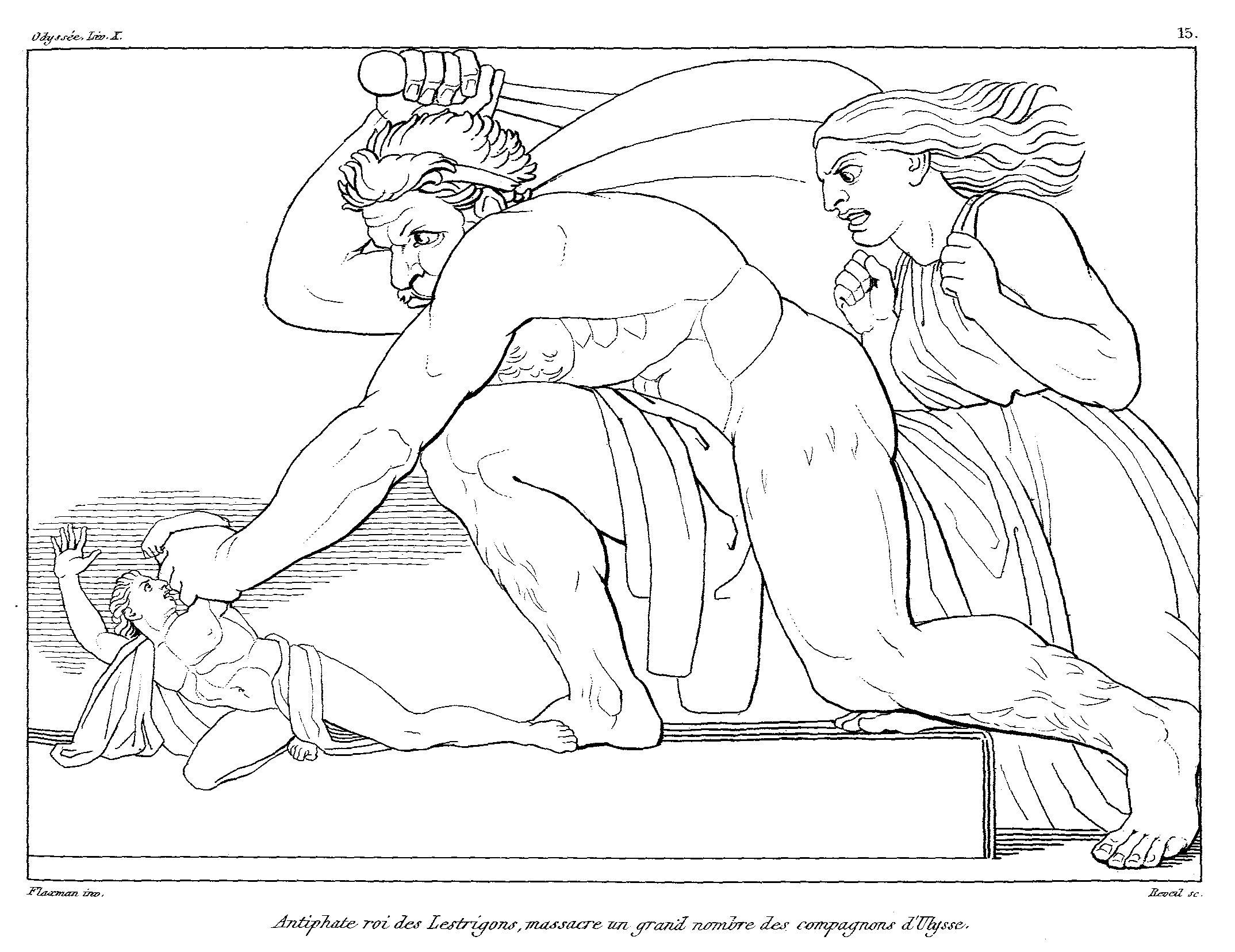
"Antiphatès, roi des lestrygons massacre un grand nombre des compagnons d'Ulysse." Illustration de John Flaxman issue d'une édition de l'Odyssée datant de 1810.

Antiphatès est un roi des Lestrygons, peuple mythique de géants cannibales.

## Mythe
Dans l’Odyssée de Homère ; il apparaît dans le Chant X. Ulysse ayant débarqué sur une côte inconnue ce dernier envoie trois éclaireurs dans le but d'identifier les habitants de l'île ; ces derniers rencontre à la « source de l'Ours » une géante, fille du roi Antiphatès. Cette dernière leur désigne la demeure de son père, mais sitôt qu'ils y entrent, la reine ameute son mari qui tue et dévore plusieurs hommes. Les survivants regagnent les navires, poursuivis par des milliers de Lestrygons qui provoquent un grand massacre parmi les compagnons d'Ulysse. Ulysse parvient à fuir dans un vaisseau, avec quelques survivants.

## Source
- Homère, Odyssée [détail des éditions] [lire en ligne], Chant X.